# Nanqiao
Nanqiao (en chino, 南谯; pinyin, Nánqiáo) es un distrito urbano bajo la administración directa de la Prefectura Chuzhou en la Provincia de Anhui, República Popular China.  Su área es de 1177 km² y su población total para 2010 superó los 250 mil habitantes. 

## Administración
Desde julio de 2023, el  Distrito Nanqiao se divide en 12 pueblos que se administran en 4 subdistritos y 8   poblados.